# Maurice Taylor
Maurice De Shawn Taylor (Detroit, 30 ottobre 1976) è un ex cestista statunitense con cittadinanza italiana, professionista nella NBA, in Italia e in Cina.

## Carriera
La sua carriera da professionista inizia a Los Angeles, sponda Clippers, dove nelle prime tre stagioni in California ottiene un ottimo minutaggio e risultati molto positivi.
Nel 2000 arriva il trasferimento a Houston, il minutaggio diminuisce e di conseguenza anche la media punti, che rimane comunque rispettabile.
Dal trasferimento ai Knicks nel 2004 inizia una parabola discendente che lo porterà a lasciare l'NBA al termine della stagione 2006-07 in cui era parte del roster dei Sacramento Kings.
In NBA ha avuto al suo attivo 534 presenze, di cui 227 partendo da titolare.
Nel 2009 arriva il trasferimento a Milano con lo status di extracomunitario, esordisce nella sconfitta casalinga dell'Olimpia ad opera del Tau Vitoria in Eurolega. Nel marzo del 2009 ottiene il passaporto italiano grazie alle origini calabresi della nonna e di conseguenza viene tesserato anche per il campionato italiano.
Il 19 marzo 2010 viene ingaggiato dalla Benetton Treviso.
La sera del 17 febbraio del 2011 firma un contratto che lo lega alla New Basket Brindisi,
mentre dopo poco più di due mesi, il 21 aprile gli viene rescisso il contratto dopo le prestazioni assolutamente non all'altezza del campionato di A/1.

## Statistiche

### College
| Anno      | Squadra             | PG | PT | MP   | TC%  | 3P%  | TL%  | RP  | AP  | PRP | SP  | PP   |
| --------- | ------------------- | -- | -- | ---- | ---- | ---- | ---- | --- | --- | --- | --- | ---- |
| 1994-1995 | Michigan Wolverines | 31 | 29 | 26,8 | 47,1 | 42,9 | 60,2 | 5,1 | 1,2 | 0,5 | 1,1 | 12,4 |
| 1995-1996 | Michigan Wolverines | 32 | 32 | 28,4 | 51,1 | 25,0 | 59,2 | 7,0 | 1,3 | 0,7 | 0,8 | 14,0 |
| 1996-1997 | Michigan Wolverines | 35 | 33 | 30,1 | 50,7 | 20,0 | 71,8 | 6,2 | 1,1 | 0,7 | 0,9 | 12,3 |
| Carriera  | Carriera            | 98 | 94 | 28,5 | 49,7 | 31,3 | 64,2 | 6,1 | 1,2 | 0,6 | 0,9 | 12,9 |

### NBA

#### Regular Season
| Anno      | Squadra          | PG  | PT  | MP   | TC%  | 3P%  | TL%  | RP  | AP  | PRP | SP  | PP   |
| --------- | ---------------- | --- | --- | ---- | ---- | ---- | ---- | --- | --- | --- | --- | ---- |
| 1997-1998 | L.A. Clippers    | 71  | 3   | 21,3 | 47,6 | 0,0  | 70,9 | 4,2 | 0,7 | 0,5 | 0,6 | 11,5 |
| 1998-1999 | L.A. Clippers    | 46  | 45  | 32,7 | 46,1 | 16,7 | 72,8 | 5,3 | 1,5 | 0,3 | 0,6 | 16,8 |
| 1999-2000 | L.A. Clippers    | 62  | 60  | 35,9 | 46,4 | 12,5 | 71,1 | 6,5 | 1,6 | 0,8 | 0,8 | 17,1 |
| 2000-2001 | Houston Rockets  | 69  | 69  | 28,6 | 48,9 | 0,0  | 73,5 | 5,5 | 1,5 | 0,4 | 0,6 | 13,0 |
| 2002-2003 | Houston Rockets  | 67  | 9   | 20,6 | 43,2 | 0,0  | 72,5 | 3,6 | 1,0 | 0,3 | 0,3 | 8,4  |
| 2003-2004 | Houston Rockets  | 75  | 10  | 27,7 | 48,0 | 0,0  | 73,6 | 5,1 | 1,4 | 0,6 | 0,6 | 11,5 |
| 2004-2005 | Houston Rockets  | 38  | 16  | 23,8 | 43,5 | 37,5 | 65,0 | 4,3 | 1,4 | 0,4 | 0,3 | 7,8  |
| 2004-2005 | N.Y. Knicks      | 27  | 0   | 16,0 | 49,4 | 0,0  | 55,8 | 3,4 | 0,5 | 0,4 | 0,3 | 6,5  |
| 2005-2006 | N.Y. Knicks      | 67  | 13  | 18,1 | 46,8 | 0,0  | 69,9 | 3,4 | 0,8 | 0,3 | 0,2 | 6,3  |
| 2006-2007 | Sacramento Kings | 12  | 2   | 8,6  | 28,6 | -    | 61,5 | 2,3 | 0,4 | 0,3 | 0,1 | 2,0  |
| Carriera  | Carriera         | 534 | 227 | 25,0 | 46,6 | 12,5 | 71,1 | 4,6 | 1,2 | 0,5 | 0,5 | 11,0 |

#### Playoffs
| Anno     | Squadra         | PG | PT | MP   | TC%  | 3P% | TL%  | RP  | AP  | PRP | SP  | PP  |
| -------- | --------------- | -- | -- | ---- | ---- | --- | ---- | --- | --- | --- | --- | --- |
| 2004     | Houston Rockets | 5  | 0  | 23,0 | 47,4 | -   | 76,5 | 3,2 | 1,0 | 0,0 | 0,2 | 9,8 |
| Carriera | Carriera        | 5  | 0  | 23,0 | 47,4 | -   | 76,5 | 3,2 | 1,0 | 0,0 | 0,2 | 9,8 |

## Palmarès
- NBA All-Rookie Second Team (1998)